# Agulla del Portarró
L'Agulla del Portarró és una muntanya que es troba en el terme municipal d'Espot, a la comarca del Pallars Sobirà, i dins del Parc Nacional d'Aigüestortes i Estany de Sant Maurici.

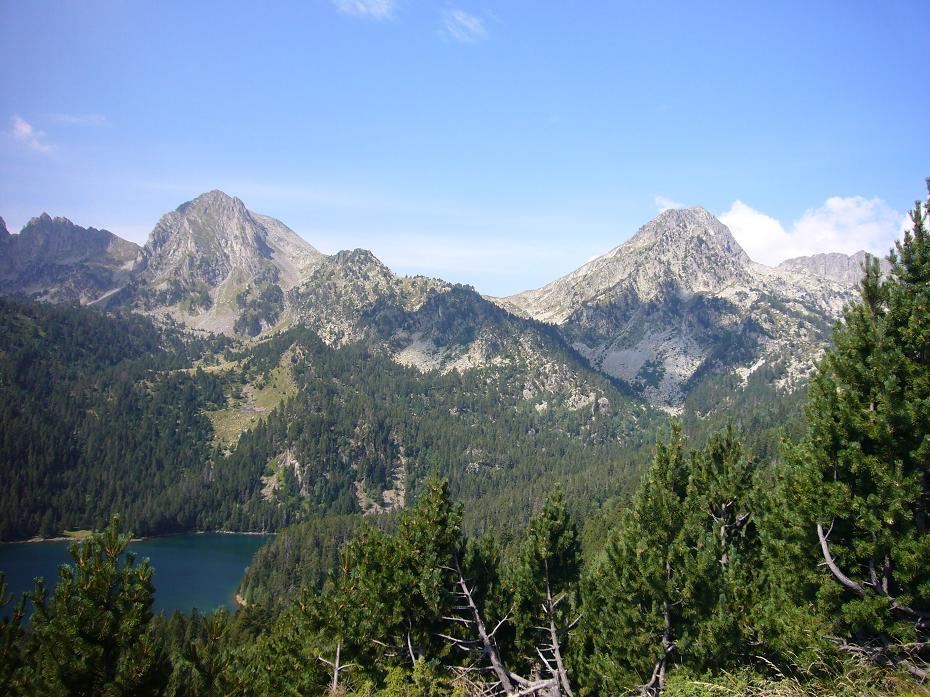
El Portarró d'Espot des de Sant Maurici (Imatge amb anotacions)

El pic, de 2.675,1 metres, s'alça en la carena que separa la Coma dels Pescadors (O) i la Vall de Subenuix (E). Situat al nord del Coll Nord de Subenuix, és el guardià meridional del Portarró d'Espot, que es troba al seu nord-oest.

## Rutes[2]
El punt habitual per atacar el pic és el Portarró d'Espot. Per assolir aquest coll: el Refugi d'Estany Llong és el punt de sortida normal en el cas de la via per la Vall de Boí (Alta Ribagorça), i el Refugi Ernest Mallafré per fer-ho per la banda de la Vall d'Escrita (Espot, Pallars Sobirà).